# Puente del Gard

El acueducto romano discurría desde Fontaine d'Eure cerca de Uzès hasta Nemausus (Nimes) pasando sobre el Puente del Gard y otros muchos puentes de dimensiones considerables (esquema no a escala).

El puente del Gard es un acueducto situado en el sur de Francia construido por el Imperio romano. Se encuentra junto al pueblo de Remoulins, en el departamento de Gard. El puente se construyó durante el siglo I d. C. y formaba parte del acueducto de Nîmes, una conducción hidráulica por gravedad de 50 kilómetros de longitud que llevaba el agua de un manantial en Uzès a la colonia romana de Nemausus (Nimes).

## Nombre
Pont du Gard en francés (idioma original). El río Gard, al que debe su nombre el departamento en el que se encuentra, no existe realmente con este nombre. El río se forma por muchos afluentes, muchos de los cuales se llaman Gardon, y recibe también el nombre de Gardon.

## Descripción

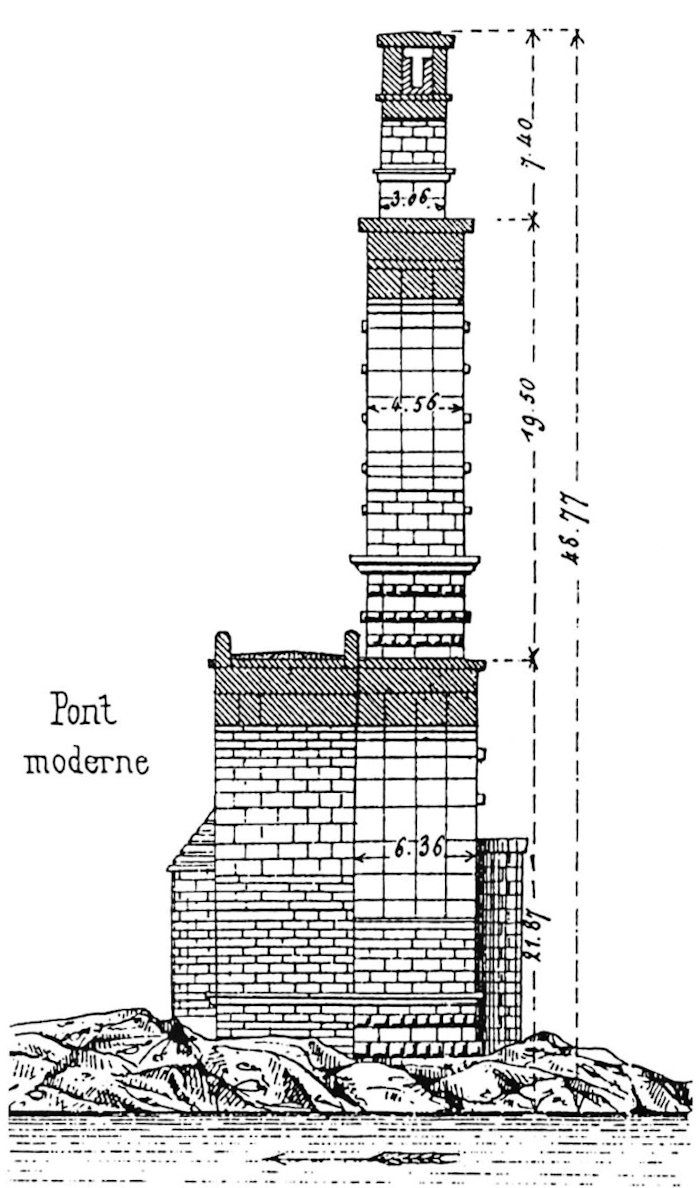
Sección transversal del Puente del Gard (derecha) y del puente de carretera del siglo XVIII (izquierda) (Alfred Léger, 1875)

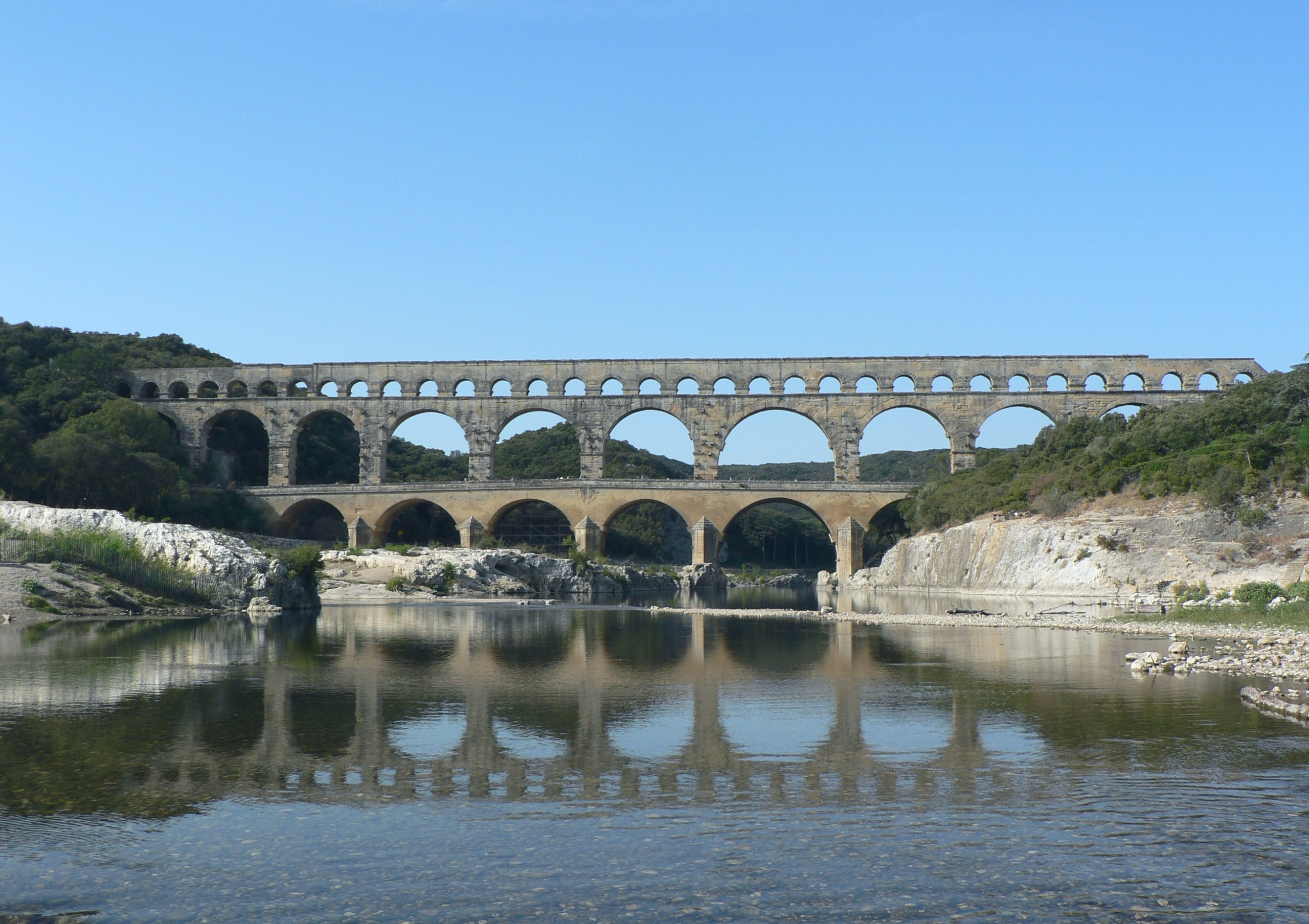
Puente del Gard, Francia

Construido en tres niveles, el Puente tiene 49 metros de alto y el nivel más largo tiene 275 metros de longitud.
- Nivel bajo: 6 arcos, 142 metros de longitud, 6 m de grosor, 22 m de altura
- Nivel medio: 11 arcos, 242 metros de longitud, 4 m de grosor, 20 m de altura
- Nivel superior: 35 arcos, 275 metros de longitud, 3 m de grosor, 7 m de altura

Sobre el tercer nivel discurre un camino y un conducto de agua de 1,8 m de altura y 1,2 m de grosor y una pendiente de 0,4 % de grados.

## Historia

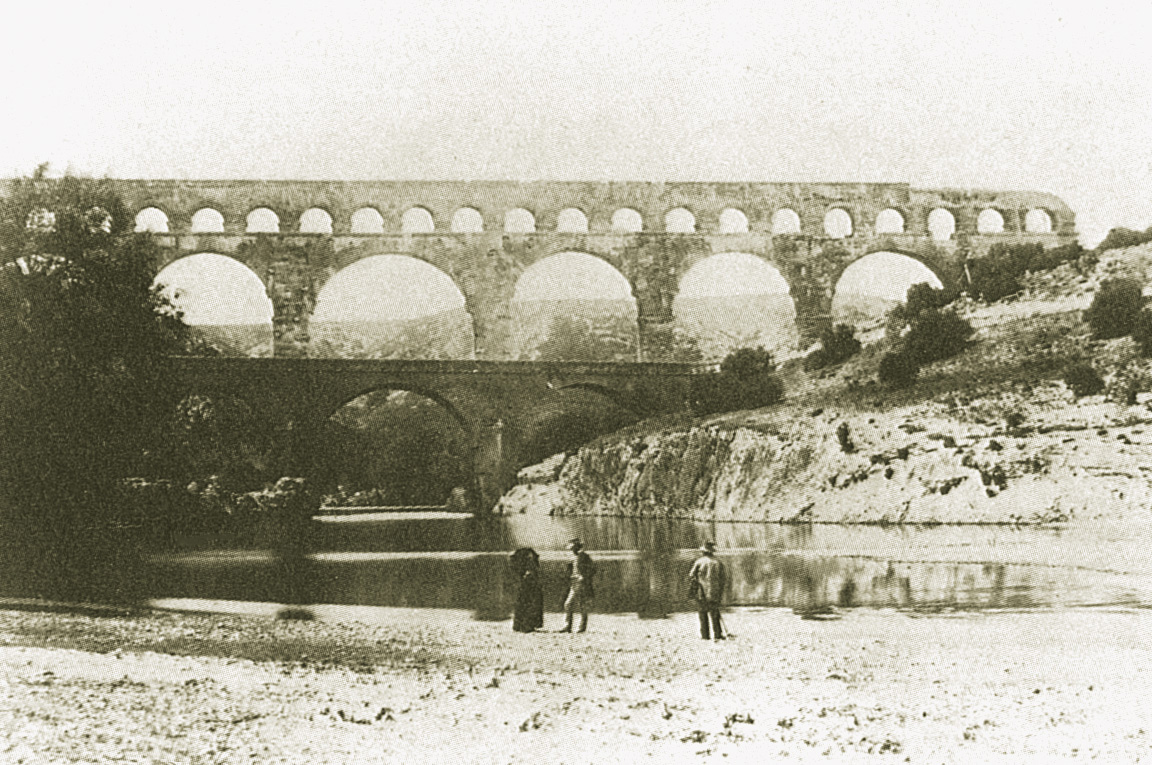
Puente del Gard, años 1850

Se creyó durante mucho tiempo que el puente del Gard fue construido alrededor del año 19 a. C.. Sin embargo, las excavaciones recientes sugieren que se realizó en el siglo I d. C. Su construcción se atribuye al yerno de Augusto, Marco Vipsanio Agripa. Diseñado para llevar el agua a través del pequeño valle del Gardon, fue parte de un acueducto de unos 50 km que llevaba el agua desde los nacimientos cercanos a Uzès hasta la ciudad romana de Nemausus (actual Nîmes). El acueducto completo tenía una pendiente de 34 cm/km (1/3000), descendía sólo 17 m en todo su trayecto y llevaba 20 000 000 de litros de agua diariamente.
Fue construido por completo sin emplear argamasa. Las piedras del acueducto, algunas de las cuales pesan hasta seis toneladas, se mantienen unidas por grapas de hierro. La mampostería fue elevada hasta su sitio mediante poleas accionadas por muchos hombres. Se construyó un complejo andamio para aguantar el acueducto mientras se construía. La fachada todavía tiene las marcas de su construcción en forma de protuberancias por las que se unía al andamio y caballetes en los pilares que sostenían los marcos semicirculares o cimbras sobre los que se construyeron los arcos. Se cree que se tardó unos tres años en construirlo, y que participaron en las obras de 800 a 1000 trabajadores.
A partir del siglo IV se descuidó su mantenimiento y los sedimentos empezaron a obstruir el conducto. En el siglo IX quedó inservible y la gente empezó a usar sus piedras para sus propios propósitos. Sin embargo, la mayor parte del puente del Gard permanece intacta.
Hasta el siglo XVIII el acueducto fue usado como puente que facilitaba el tráfico a pie atravesando el río. Los pilares del segundo nivel vieron reducido su grosor para hacer más espacio para el tráfico, pero esto hacía peligrar la estabilidad de la estructura. En 1702 los pilares fueron restaurados a su grosor original para salvaguardar el acueducto. En 1743 se construyó un nuevo puente junto a los arcos del nivel inferior, de tal forma que el tráfico rodado pudiese cruzar por allí. El acueducto fue restaurado en el siglo XVIII, pues para entonces era un reclamo turístico y fue restaurado de nuevo durante el reinado de Napoleón III a mediados del siglo XIX.
La calidad extraordinaria de la albañilería del puente lo convirtió en una parada obligatoria para los viajeros mamposteros en su gira tradicional alrededor del país, muchos de los cuales dejaron sus nombres inscritos en la piedra. Las marcas realizadas por los trabajadores originales, en las que se indican donde se debían situar las piedras, también se conservan: por ejemplo, FRS II (significa frons sinistra II).

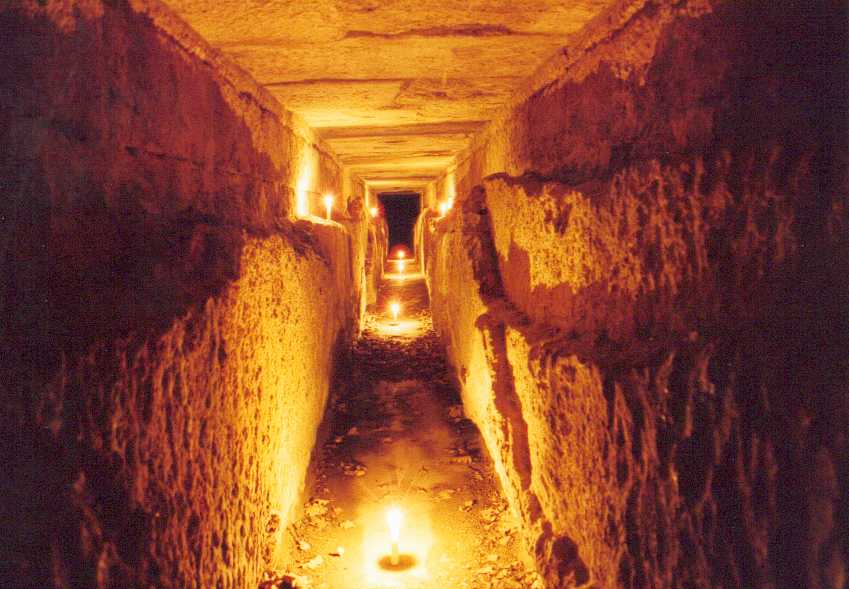
Interior del conducto del Puente del Gard, en la actualidad cerrado al público.

Desde 1985 el Pont du Gard está registrado como Patrimonio de la Humanidad. Señala la Unesco que 

el Pont du Gard fue construido poco antes de la era cristiana para permitir que el acueducto de Nîmes (que tiene casi 50 kilómetros de largo) cruzara el río Gard. Los arquitectos e ingenieros hidráulicos romanos que diseñaron este puente, que se alza hasta casi los 50 metros y está a tres niveles –el más largo mide 275 m– crearon una obra maestra técnica así como artística.
UNESCO

En 1998 el Pont du Gard se vio afectado por una inundación que causó graves daños en la región. La carretera que lleva al puente y las instalaciones cercanas sufrieron importantes desperfectos, aunque el acueducto en sí no se deterioró seriamente.
El gobierno francés patrocinó un proyecto de rediseño en cooperación con las autoridades locales, la UNESCO y la UE, que concluyó en 2000. Se hizo peatonal el área alrededor del acueducto y se mejoraron las instalaciones destinadas a los visitantes, lo que incluyó la construcción de un museo. El proyecto fue criticado por su coste (32 000 000 €) y por la pérdida de belleza del paisaje circundante. Otra consecuencia fue que ya no se permite caminar a través del conducto. Sin embargo, el nuevo plan asegura que el área cercana al Puente sea ahora mucho más silenciosa, debido a la prohibición del tráfico motorizado, y el nuevo museo proporciona al visitante un contexto histórico más rico.
El puente del Gard es una de las cinco atracciones turísticas más visitadas de Francia, con 1,4 millones de visitantes en 2001 y está incluido en la lista de Grand site national.

## Galería de imágenes

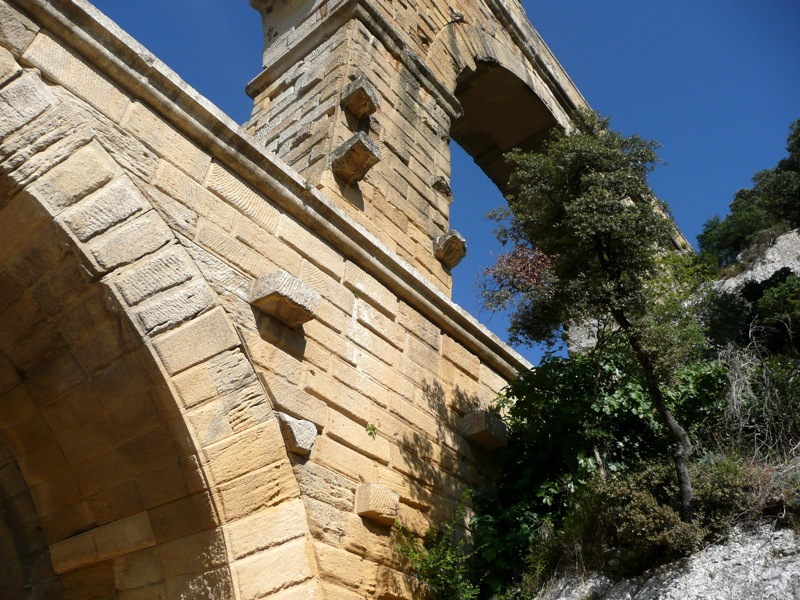
Mampostería del puente, mostrando los bloques de piedra que sobresalen que se utilizaron para apoyar el andamiaje durante la construcción del puente.
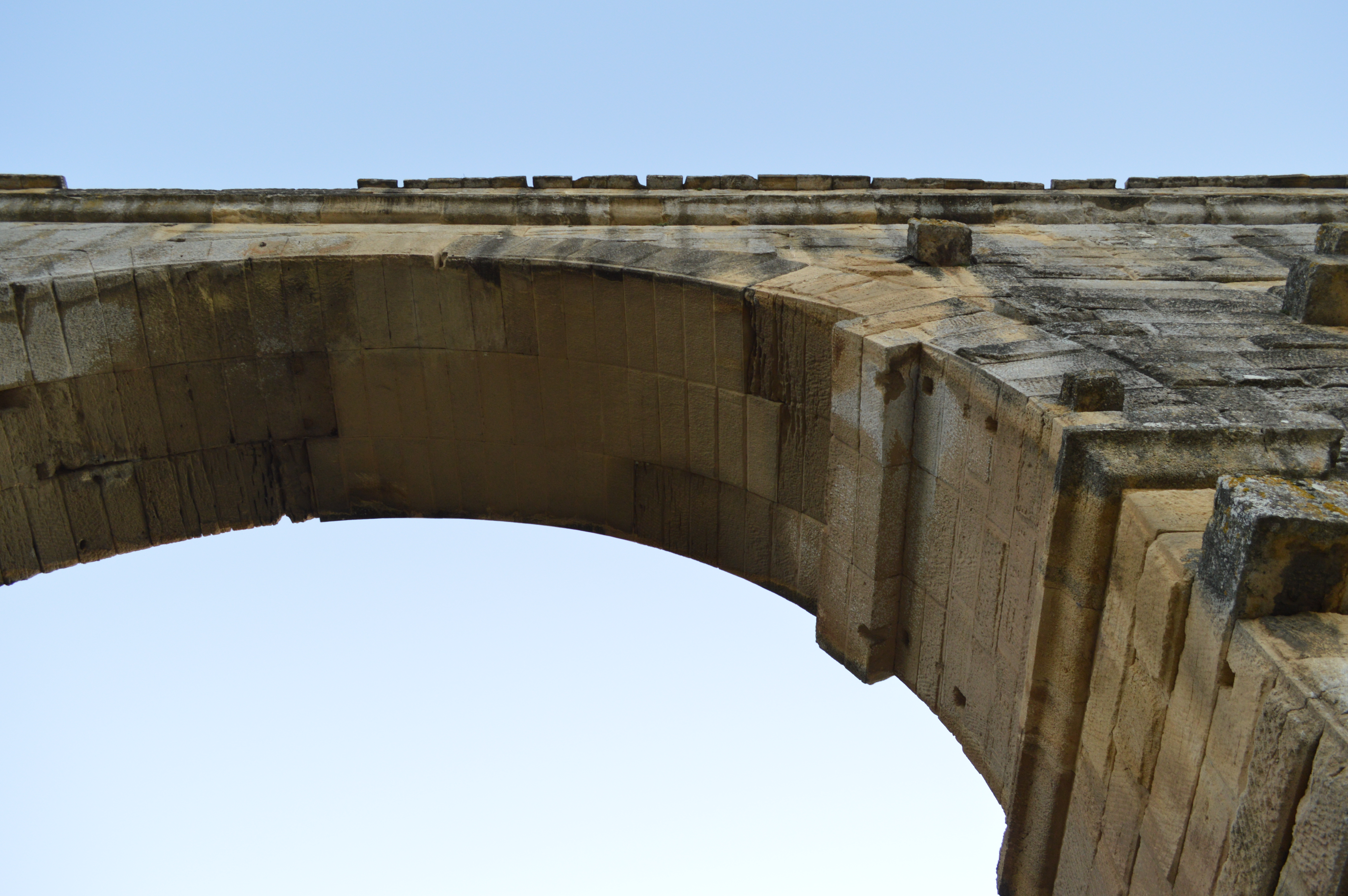
Detalle del intradós de un arco en el segundo nivel del puente.
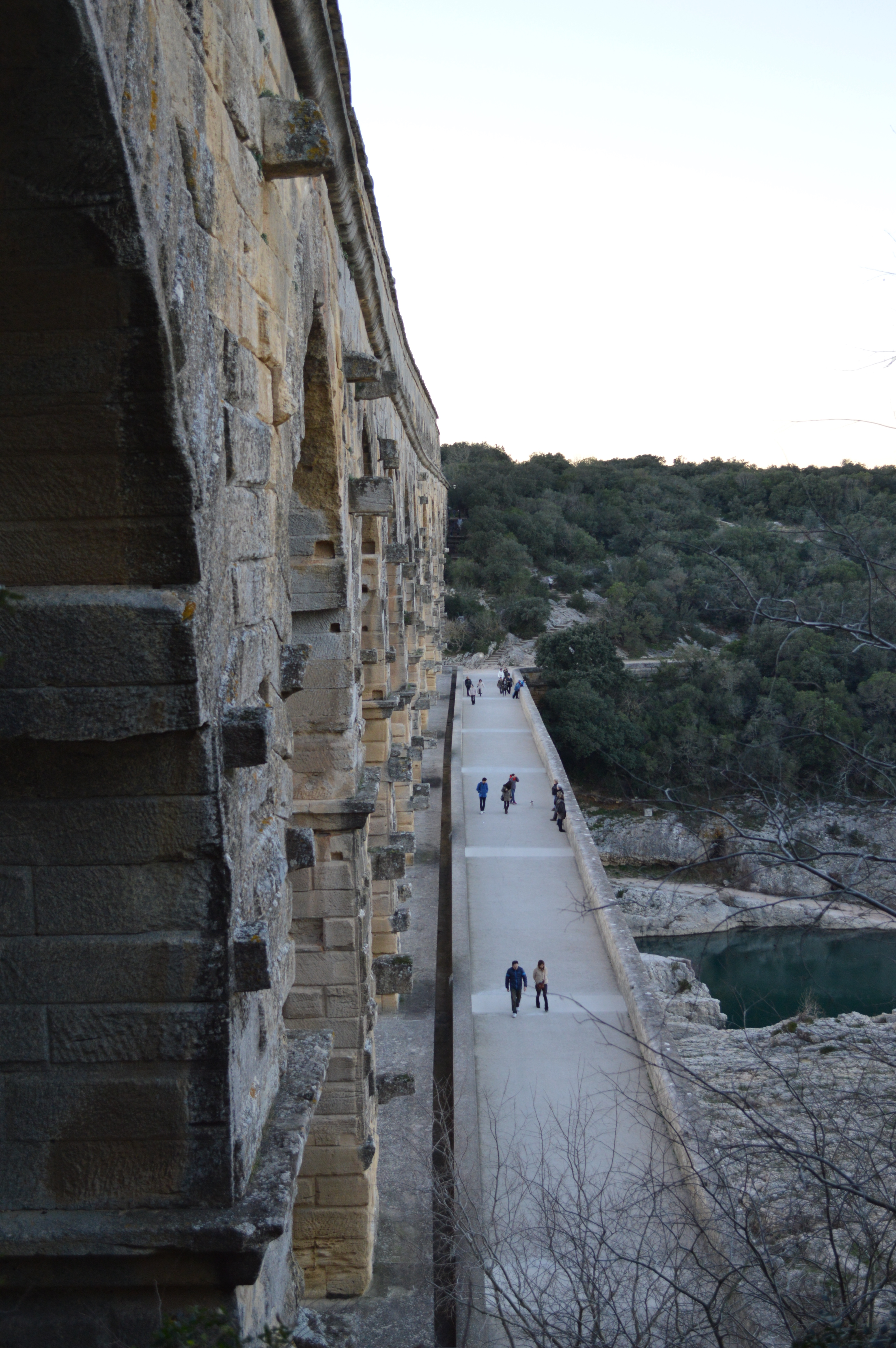
El puente de carretera al lado del acueducto.
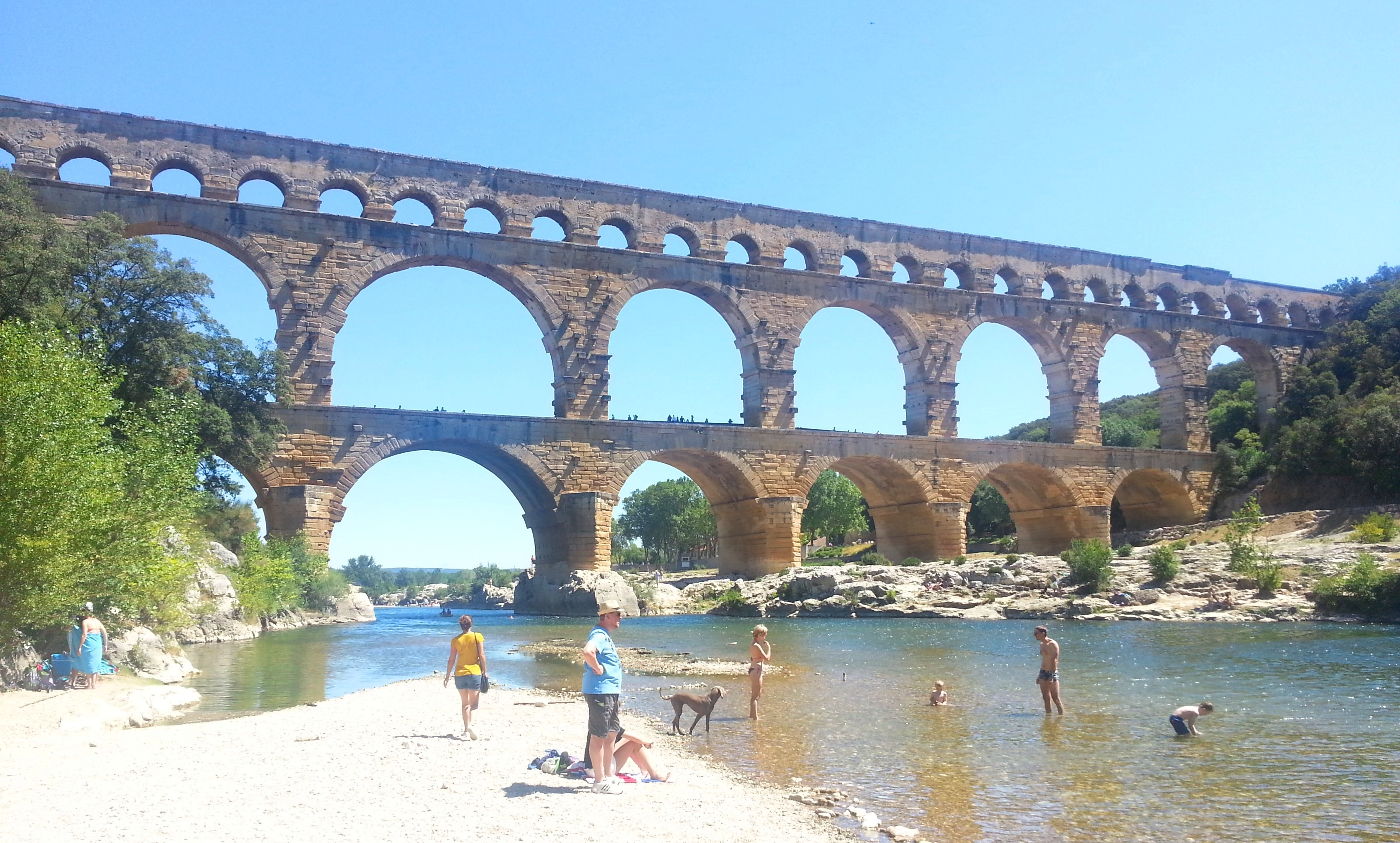
El puente visto desde aguas arriba.
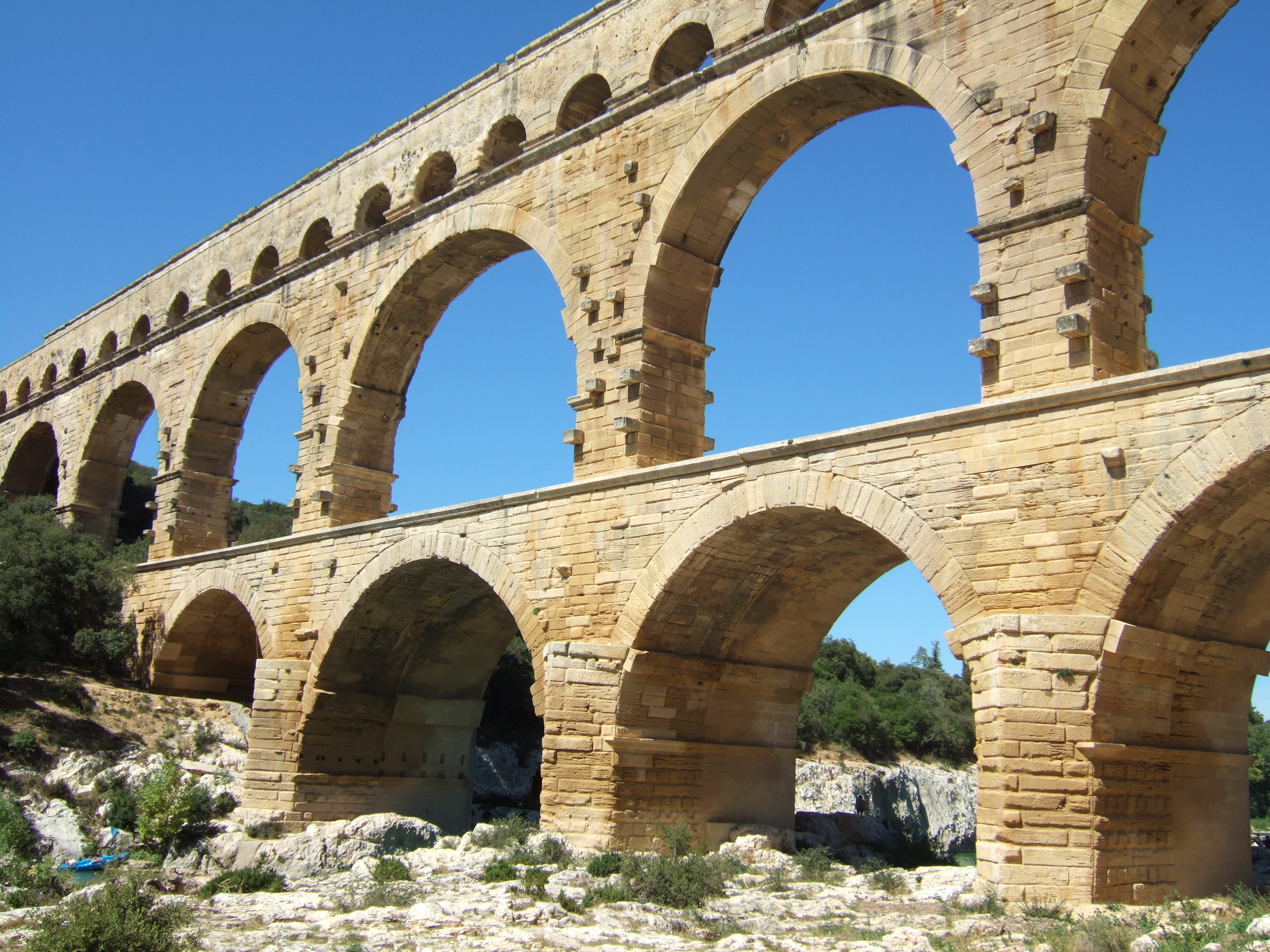
Detalle del puente visto desde aguas abajo.
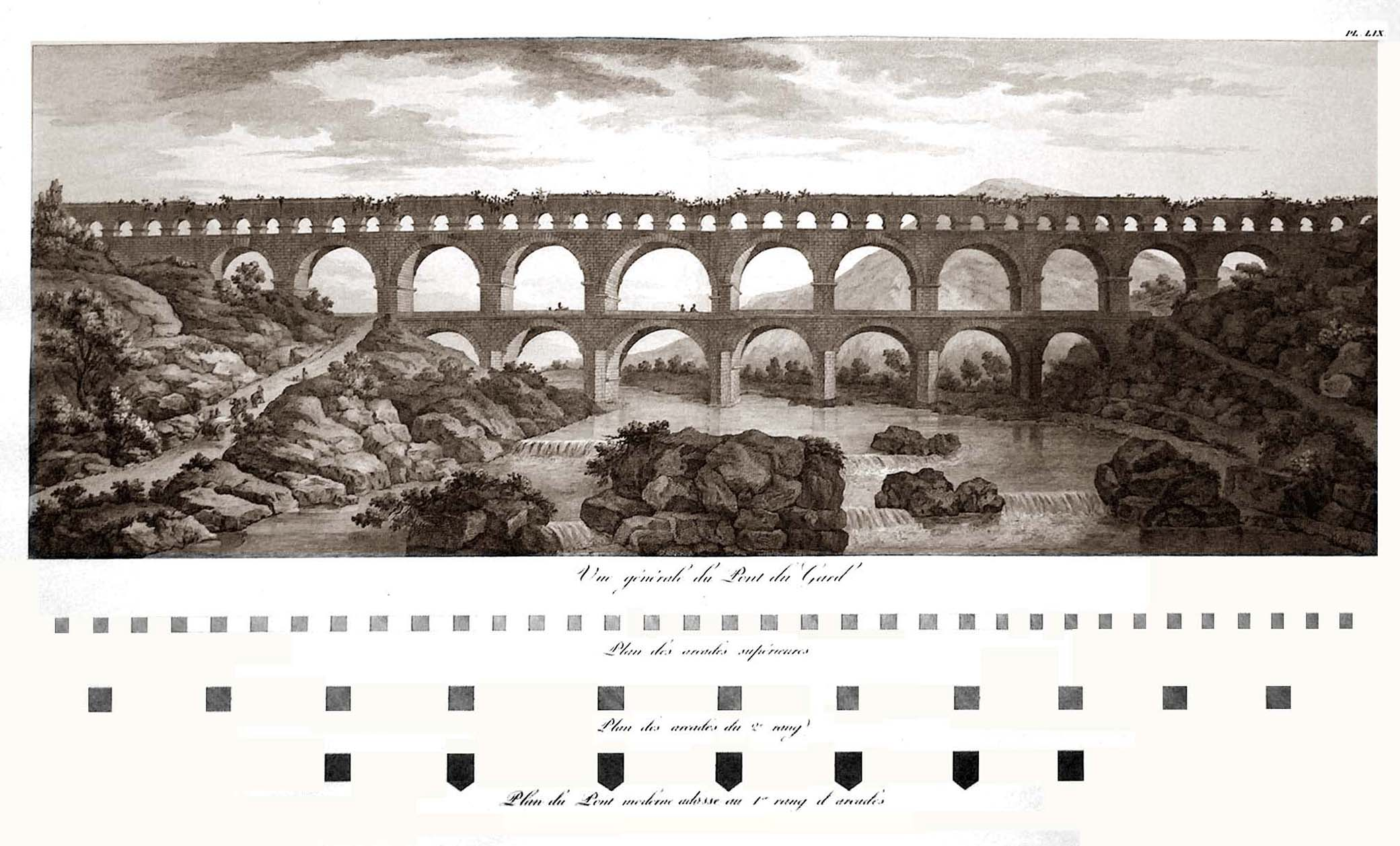
Grabado del Pont du Gard realizado por Charles - Louis Clérisseau  en 1804, que muestra el estado ruinoso del puente a comienzos del siglo XIX.
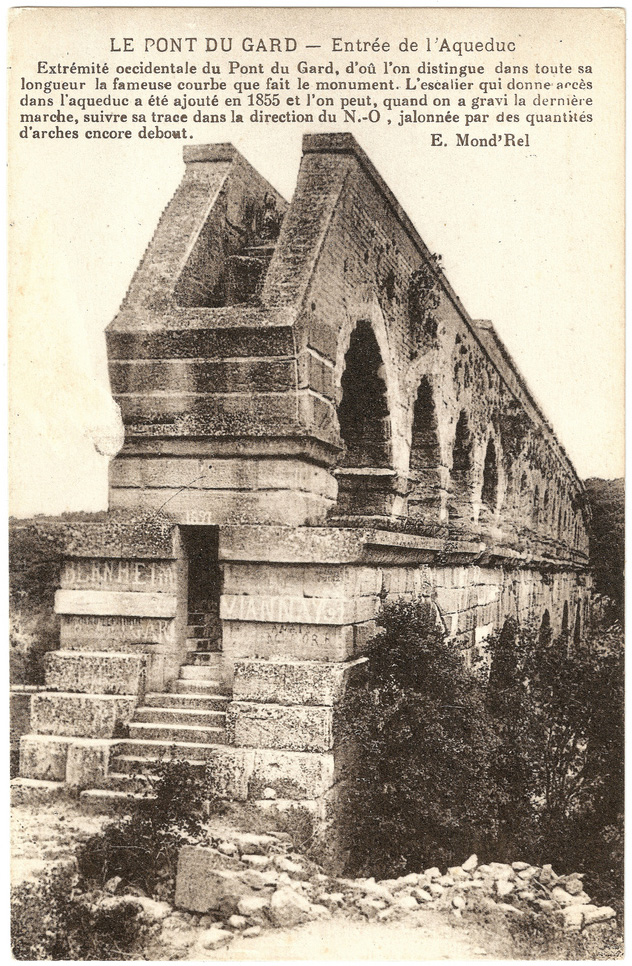
Extremo oeste del puente en 1891, mostrando las escaleras instaladas por Charles Laisné para permitir a los visitantes la entrada en el interior del conducto.
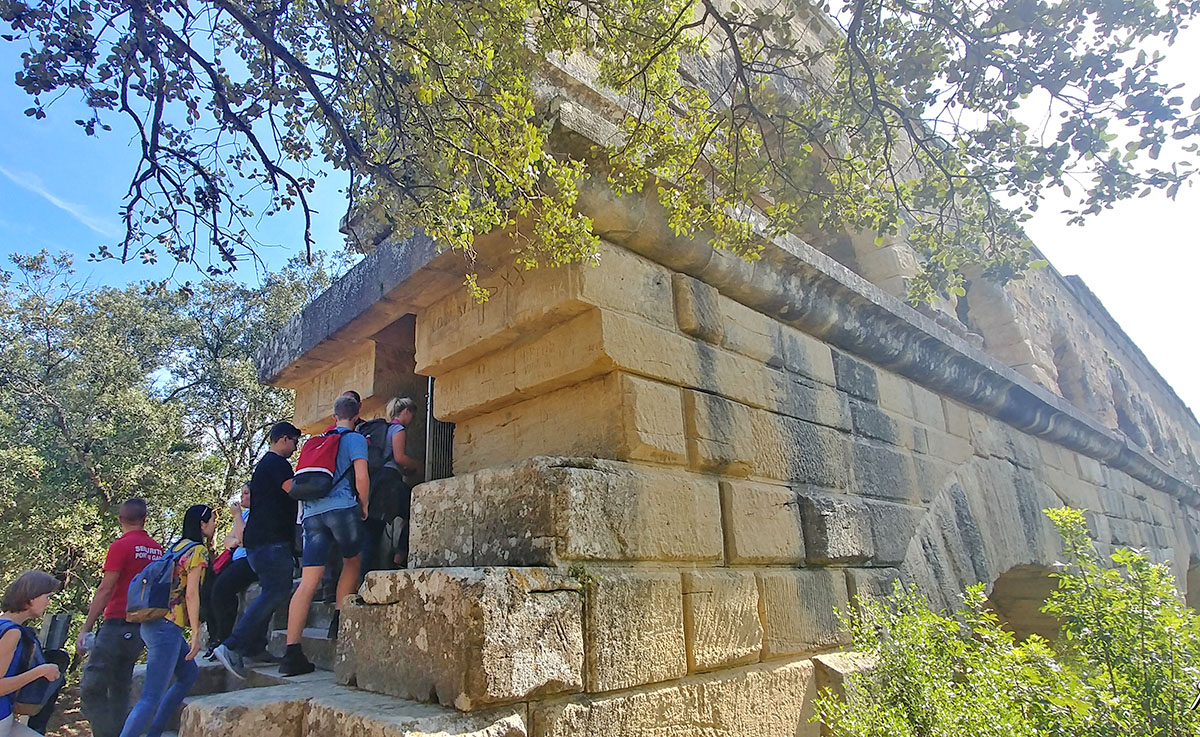
Entrada al interior del acueducto del Puente de Gard.